# Science-Fiction-Jahr 1902
Übersicht

◄◄ | ◄ | 1898 | 1899 | 1900 | 1901 | Science-Fiction-Jahr 1902 | 1903 | 1904 | 1905 | 1906 | ► | ►►

Weitere Ereignisse

## Neuerscheinungen Filme
| Deutscher Titel                                                                    | Deutschsprachiges Erscheinungsjahr | Originaltitel          | Regie              | Anmerkungen             |
| ---------------------------------------------------------------------------------- | ---------------------------------- | ---------------------- | ------------------ | ----------------------- |
| Das Arbeitsheer: Ein Zukunftsbild der staatlichen Beseitigung der Arbeitslosigkeit | –                                  | –                      | Konstantin Liebich |                         |
| Die Eroberung der Luft                                                             | –                                  | –                      | Oskar Hoffmann     |                         |
| Die Reise zum Mond                                                                 |                                    | Le voyage dans la Lune | Georges Méliès     |                         |
| Mac Milfords Reisen im Universum                                                   | –                                  | –                      | Oskar Hoffmann     |                         |
| Nie und immer                                                                      | –                                  | –                      | Kurd Laßwitz       | 2. Band 1907 erschienen |

## Geboren
- Marcel Aymé († 1967)
- Erich Dolezal († 1990)
- Philip Latham (Pseudonym von Robert S. Richardson; † 1981)
- Curt Siodmak († 2000)
- Arthur Tofte († 1980)
- Vercors (Pseudonym von Jean Bruller; † 1991)
- Karl Vogg (Pseudonym von Karl Vordermayer; † 1985)
- Stanley G. Weinbaum († 1935)
- Philip Wylie († 1971)

## Gestorben
- Gustav Bolle (* 1842)
- Josef von Neupauer (* 1810)